# 法國廣播愛樂樂團
法國廣播愛樂樂團（法語：Orchestre philharmonique de Radio France）是位於法國巴黎的一家交響樂團，由法國廣播電台所有。法國廣播愛樂樂團雖然經常和法國國立管弦樂團混淆，但兩者不是同一機構。法國廣播愛樂樂團成立於1976年，由三家愛樂樂團合併而成。

## 外部連結
- Orchestre Philharmonique de Radio France Homepage （页面存档备份，存于）